# Mitrospingus
Mitrospingus là một chi chim trong họ Thraupidae.